# Coro Concordia
Il coro Concordia nasce a Merano nel 1951, a cura di Fernando Martinelli ed altri pochi amici. Si dedica subito al canto popolare e ai canti della montagna. È diretto dal maestro Vittorio Vincenzi. 

## Storia
Già all'indomani della fondazione è chiamato a partecipare alla popolare trasmissione radiofonica della Rai Il microfono è vostro condotta da Nunzio Filogamo.
Da allora può vantare decine di concerti e di partecipazioni a rassegne. Dal 1975 promuove a Merano la Rassegna di canti della montagna e dal 1997 la Rassegna d'Avvento.

## Tournée
La prima trasferta transoceanica è del 1992. Nel Massachusetts il coro rappresenta l'Italia nell'ambito delle celebrazioni per il quinto centenario della scoperta dell'America. Seguono due tournée in Brasile, altre due tournée negli Stati Uniti ed in Canada, oltre a svariati concerti in Francia, Germania, Austria, Slovenia, Repubblica Ceca e Spagna.
Il primo disco è del 1954. Le produzioni più recenti sono nel nastro Canti e cante (1996) e nel cd Canta...storie (2003).
Dopo Fernando Martinelli (1951-1989) il coro Concordia è stato diretto da Gianni Velicogna (1989-1996) e da Vittorio Vincenzi (1996 - ...).

Il Coro Concordia Di Merano può fregiarsi inoltre di un concerto in San Pietro nell'anno 1997 ed un incontro personale tra il suo Presidente Amort Massimo e l'allora Pontefice Giovanni Paolo II. L'incontro avvenuto nella biblioteca personale del Santo Padre rappresenta il culmine di un decennio che ha visto il Concordia protagonista indiscusso della musica popolare alpina in Alto Adige.
Recentemente il Coro ha prodotto un nuovo CD dal titolo "Semplicemente" ed un DVD presso i famosi giardini Trauttmannsdorf che sintetizza l'evoluzione musicale del gruppo.